# قرار مجلس الأمن التابع للأمم المتحدة رقم 566
قرار مجلس الأمن التابع للأمم المتحدة رقم 566، المتخذ في 19 حزيران / يونيو 1985، بعد التذكير بالقرارات 269 (1969)، 276 (1970)، 301 (1971)، 385 (1976)، 431 (1978)، 432 (1978)، 435 (1978)، 439 (1978)، 532 (1983) و539 (1983)، أعرب المجلس عن قلقه إزاء التوتر وعدم الاستقرار الذي تسبب في استمرار احتلال جنوب إفريقيا لناميبيا (المعروفة آنذاك بجنوب غرب إفريقيا)، مشيرًا إلى سياسات الفصل العنصري المطبقة في الإقليم وأن الإقليم استخدم كنقطة انطلاق لشن هجمات على دول أخرى في جنوب إفريقيا.
أعلن المجلس مسؤوليته الدولية عن ناميبيا، مشيرا إلى أن عام 1985 يوافق الذكرى الأربعين لتأسيس الأمم المتحدة، فضلا عن الذكرى الخامسة والعشرين لاعتماد إعلان منح الاستقلال للبلدان والشعوب المستعمرة، معرباً عن القلق أن مسألة ناميبيا لم تحل بعد.
القرار، الذي رحب بالحملة العالمية ضد الفصل العنصري، أدان جنوب إفريقيا لاستمرار احتلالها غير الشرعي لناميبيا وتحديها للقرارات المتعلقة بهذا الموضوع. اعتبر القرار الحكومة المؤقتة في ويندهوك غير قانونية، وأعلن أنه لن يتم الاعتراف بها. كما دعم الشعب الناميبي في " نضاله المشروع"، وطالب الدول الأعضاء بتقديم الدعم المعنوي والمادي لهم.
واستمر المجلس في رفض جهود جنوب إفريقيا لربط استقلال ناميبيا بقضايا غير ذات صلة أو خارجية تتعارض مع القرار 435، وإدان كل إعاقة له. لذلك، أصر المجلس على أن خطة الأمم المتحدة هي الأساس الوحيد المقبول دوليا للتسوية السلمية للقضية.
استمر القرار من خلال تحديد دور الأمين العام في المشاورات مع حكومة جنوب إفريقيا وحل القضايا المتعلقة بتنفيذ القرار 435، وحث جنوب إفريقيا على التعاون معه، وأن عدم القيام بذلك سيضطر مجلس الأمن اتخاذ مزيد من الإجراءات بموجب الفصل السابع.
أخيرًا، ذكّر المجلس الدول الأعضاء بمواصلة إنفاذ حظر الأسلحة المفروض على جنوب إفريقيا، بما في ذلك القيود المفروضة على الاستثمارات، والعلاقات البحرية والجوية، والعلاقات الرياضية والثقافية، ومراقبة بيع كروغرراند.
اعتمد القرار بأغلبية 13 صوتاً، مع امتناع عضوين عن التصويت من المملكة المتحدة والولايات المتحدة.